# Олег Шатов
Олег Александрович Шатов е руски футболист, халф. Играе в отбора на Зенит (Санкт Петербург) и в националния отбор на Русия.

## Кариера
Започва кариерата си през 2006 във ВИЗ Синара. Година по-късно е взет под наем от Урал. Олег успява да се наложи в състава на екатеринбургци, като има повече от 100 мача. Той става и най-младият футболист, играл за първия тим в официален мач. През 2010 е избран за играч на сезона в Урал, след гласуване в официалния сайт на отбора. На 7 октомври 2011 вкарва 2 гола на Молдова с екипа на младежите на Русия. В края на 2011 към Шатов има интерес от ЦСКА Москва, Анжи и Динамо Москва.
В началото на 2012 започва да тренира с ЦСКА Москва,като се очаква скоро да премине в отбора. Въпреки това, Урал решават да приемат офертата на Анжи. През 2013 дебютира за националния отбор на Русия в мач с Исландия. В дебюта си отбелязва и гол. На 14 август 2013 г. преминава в Зенит. След силен сезон с екипа на „питерци“ е повикан в националния отбор за световното първенство през 2014 г.